# 学校法人羽陽学園
学校法人羽陽学園（がっこうほうじんうようがくえん）とは、山形県山形市にある学校法人。

## 沿革
- 1965年：学校法人羽陽学園設立。山形幼稚園教諭養成所が開校。
- 1966年：山形保育専門学校に改称。
- 1982年：羽陽学園短期大学に改組。

## 歴代理事長
- 原田一男(初代)
- 原田恒男(二代)
- 原田久雄(現在）

## 運営学校
- 羽陽学園短期大学
- 羽陽学園短期大学附属鈴川幼稚園（山形市）
- 羽陽学園短期大学附属鈴川第二幼稚園（山形市）
- 羽陽学園短期大学附属たかだま幼稚園（天童市）
- 羽陽学園短期大学附属大宝幼稚園（鶴岡市）
- 山形調理師専門学校（山形市）